# Baron Wedgwood

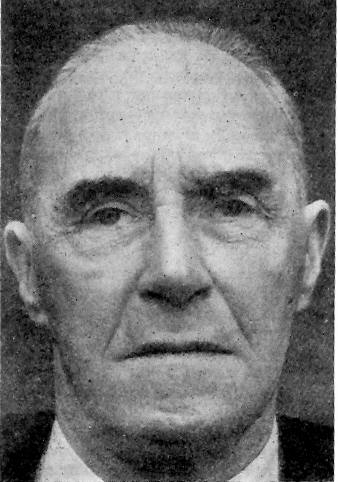
Josiah Wedgwood, 1. Baron Wedgwood

Baron Wedgwood, of Barlaston in the County of Stafford, ist ein erblicher britischer Adelstitel in der Peerage of the United Kingdom.

## Verleihung
Der Titel wurde am 21. Januar 1942 für den Militär und Politiker Josiah Wedgwood geschaffen.
Dieser war ein Ur-Ur-Enkel von Josiah Wedgwood, der die Wedgwood Porzellanmanufaktur gegründet hatte. Er war 36 Jahre lang Abgeordneter im House of Commons und in der ersten Regierung Ramsay MacDonald 1924 Chancellor of the Duchy of Lancaster gewesen.

## Liste der Barone Wedgwood (1942)
- Josiah Clement Wedgwood, 1. Baron Wedgwood (1872–1943)
- Francis Charles Bowen Wedgwood, 2. Baron Wedgwood (1898–1959)
- Hugh Everard Wedgwood, 3. Baron Wedgwood (1921–1970)
- Piers Anthony Weymouth Wedgwood, 4. Baron Wedgwood (1954–2014)
- Antony John Wedgwood, 5. Baron Wedgwood (* 1944)

Titelerbe (Heir Apparent) ist der Sohn des jetzigen Barons, Hon. Josiah Thomas Antony Wedgwood (* 1978).